# Rhymes and reasons
Rhymes and Reasons és un àlbum del cantautor nord-americà John Denver, va ser enregistrat l'octubre de 1969 sota el segell RCA Records.

## Llista de temes

### Cara A
1. "The Love of Common People"
2. "Catch Another Butterfly"
3. "Daydream"
4. "The Ballad of Spiro Agnew"
5. "Circus"
6. "When I'm Sixty-Four"
7. "The Ballad of Richard Nixon"
8. "Rhymes and Reasons"

### Cara B
1. "Yellow Cat"
2. "Leaving on a Jet Plane"
3. "(You Dun Stomped) On My Heart
4. "My Old Man"
5. "I Wish I Knew How It Would Feel To Be Free"
6. "Today Is The First Day Of The Rest Of My Life"
7. "Leaving On A Jet Plane"